# 智慧狗狗
〈智慧狗狗〉（英語：Lawnmower Dog）是美國電視科幻情景喜劇動畫《瑞克和莫蒂》第一季的第二集，由約翰·萊斯執導，萊恩·雷德利編劇。該集主要描述瑞克給了傑瑞一個能增強寵物狗鼻鼻智慧的裝置，而瑞克和莫蒂則在之後迷失在莫蒂的數學老師之夢境中。
該集播出後主要獲得了正面的評價，並有約150萬名觀眾收看該集。〈智慧狗狗〉一標題可能參考自《未來終結者》（1992年），該片描述科學家強化了一名園丁的智慧，這與《智慧狗狗》中的情節雷同。

## 反響
《影音俱樂部》的札克·漢德蘭認為，這是「該劇至今的巔峰。」Junkey Monkey的影評人威廉·曼佐給了該集10／10的滿分，並稱讚該集是「與〈試播集〉一樣令人驚喜。」Bubbleblabber的托弗·魯斯給了該集9.5／10的好評。

## 外部連結
- 互联网电影数据库上智慧狗狗的资料（英文）